# Bombylius vagabundus
Bombylius vagabundus är en tvåvingeart som beskrevs av Johann Wilhelm Meigen 1830. Bombylius vagabundus ingår i släktet Bombylius och familjen svävflugor. Inga underarter finns listade i Catalogue of Life.